# Agustín Camacho
Agustín Nicolás Camacho Viera (Maldonado, Maldonado, Uruguay, 25 de enero de 1995) es un futbolista uruguayo. Juega de delantero y su equipo actual es el Club Atlético Ituzaingó de la Liga Mayor de Fútbol de Maldonado.

## Trayectoria
Realizó las divisiones juveniles en Defensor Sporting Club, en el año 2009 se unió a la sub-14 del club.
En el 2011 con la sub-16, jugaron el Torneo Integración, que involucra los mejores clubes de AUF y selecciones de OFI y lo ganaron, se enfrentó a quien sería su compañero más adelante, Mauro Arambarri, que defendía a la selección de Salto.
Logró el Campeonato Uruguayo sub-17 del 2012, fue el goleador de su equipo con 27 anotaciones.
Comenzó la pretemporada 2013 con el primer equipo de Defensor Sporting. Mostró un buen nivel y fue considerado por el técnico Tabaré Silva para jugar la ronda de clasificación de la Copa Libertadores 2013.
Debutó como profesional el 24 de enero de 2013 con 17 años, ingresó al minuto 80 para enfrentar a Olimpia y empataron sin goles en el Franzini por Copa Libertadores. Fue convocado para el partido de vuelta en Paraguay pero no tuvo minutos, perdieron 2-0 y no ingresaron a la fase de grupos.
Luego fue convocado para el primer partido del Torneo Clausura 2013, vencieron a Nacional 0-1 en el Gran Parque Central pero no ingresó. No volvió a ser considerado por el técnico y regresó a la sub-19 de Defensor Sporting, categoría con la convirtió 10 goles y se consagró campeón. El plantel mayor ganó el Torneo Clausura y forzaron una final con Peñarol por el Campeonato Uruguayo, pero perdieron 3-1 con un triplete de Antonio Pacheco.
Fue cedido a préstamo por 6 meses a Boston River para jugar el segundo semestre de la temporada 2013-14 y tener continuidad en el fútbol profesional, esta vez en Segunda División.
Debutó con Boston River el 22 de marzo de 2014, jugó los segundos 45 minutos contra Cerrito pero perdieron 1-0 en el Maracaná. Tras tres partidos sin ganar se enfrentaron a Atenas, al minuto 55 anotó su primer gol como profesional y ganaron 1-6.
Finalizó el campeonato con 9 presencias y 2 goles marcados pero su equipo no logró el ascenso. En la segunda mitad del 2014, regresó a Defensor y se integró a Tercera División. Durante el 2015, se consolidó como capitán del club en la categoría, pero no tuvo oportunidades en el primer equipo. Rescindió contrato con Defensor Sporting y dejó Uruguay con más de 140 goles en las divisiones formativas violetas.
El 2 de enero de 2016, se anunció su llegada a la Asociación Civil Deportivo Lara de Venezuela. Viajó para unirse a la pretemporada del club y comenzó a practicar el 11 de enero.
Debutó con su nuevo equipo, el 17 de enero, en un partido amistoso contra Yaracuyanos, utilizó la camiseta número 10 y ganaron 2-1. El 11 de febrero se desvinculó del club venezolano por motivos personales y regresó a su país.
Ya en Uruguay, se incorporó a Huracán Football Club en febrero de 2017, para jugar nuevamente en la Segunda División Profesional de Uruguay.
No tuvo muchas posibilidades en Huracán, jugó 7 partidos, 3 como titular y no convirtió goles, por lo que a fin de año finalizó su contrato con el club. 
En el año 2018 fue fichado por el Club Atlético Ituzaingó, club de la Organización del Fútbol del Interior. Participó en la Copa OFI en los años 2018, 2019, 2021 y 2022, también en la Copa AUF Uruguay 2022.

## Estadísticas
Actualizado al último partido disputado el 30 de junio de 2022.
| Club                           | Div.          | Temporada     | Liga  | Liga  | Liga   | Copas nacionales | Copas nacionales | Copas nacionales | Copas internacionales | Copas internacionales | Copas internacionales | Total | Total | Total  |
| Club                           | Div.          | Temporada     | Part. | Goles | Asist. | Part.            | Goles            | Asist.           | Part.                 | Goles                 | Asist.                | Part. | Goles | Asist. |
| ------------------------------ | ------------- | ------------- | ----- | ----- | ------ | ---------------- | ---------------- | ---------------- | --------------------- | --------------------- | --------------------- | ----- | ----- | ------ |
| Defensor Sporting C. · Uruguay | 1.ª           | 2012-13       | 0     | 0     | 0      | -                | -                | -                | 1                     | 0                     | 0                     | 1     | 0     | 0      |
| Defensor Sporting C. · Uruguay | Total club    | Total club    | 0     | 0     | 0      | 0                | 0                | 0                | 1                     | 0                     | 0                     | 1     | 0     | 0      |
| C. A. Boston River · Uruguay   | 2.ª           | 2013-14       | 9     | 2     | 0      | -                | -                | -                | -                     | -                     | -                     | 9     | 2     | 0      |
| C. A. Boston River · Uruguay   | Total club    | Total club    | 9     | 2     | 0      | 0                | 0                | 0                | 0                     | 0                     | 0                     | 9     | 2     | 0      |
| Huracán F. C. · Uruguay        | 2.ª           | 2017          | 7     | 0     | 0      | -                | -                | -                | -                     | -                     | -                     | 7     | 0     | 0      |
| Huracán F. C. · Uruguay        | Total club    | Total club    | 7     | 0     | 0      | 0                | 0                | 0                | 0                     | 0                     | 0                     | 7     | 0     | 0      |
| C. A. Ituzaingó · Uruguay      | OFI           | 2022          | ?     | ?     | ?      | 1                | 0                | 0                | -                     | -                     | -                     | 1     | 0     | 0      |
| C. A. Ituzaingó · Uruguay      | Total club    | Total club    | ?     | ?     | ?      | 1                | 0                | 0                | 0                     | 0                     | 0                     | 1     | 0     | 0      |
| Total carrera                  | Total carrera | Total carrera | 16    | 2     | 0      | 1                | 0                | 0                | 1                     | 0                     | 0                     | 18    | 2     | 0      |
| 1. 2.                          |               |               |       |       |        |                  |                  |                  |                       |                       |                       |       |       |        |

## Palmarés

### Títulos nacionales
| Título          | Club                 | País    | Año  |
| --------------- | -------------------- | ------- | ---- |
| Torneo Clausura | Defensor Sporting C. | Uruguay | 2013 |

### Otras distinciones
- Copa Integración AUF-OFI Sub-16: 2011
- Campeonato Uruguayo Sub-17: 2012
- Campeonato Uruguayo Sub-19 (2): 2013, 2014